# Vela nos Jogos Olímpicos de Verão de 1972 - Star
As provas da classe Star da vela nos Jogos Olímpicos de Verão de 1972 ocorreram entre 29 de agosto e 8 de setembro daquele ano no Olympiazentrum Schilksee, na Baía de Quiel, na Alemanha Ocidental. O programa compunha sete regatas. Para esta classe, houve 36 velejadores de 18 nações inscritas.

## Calendário
| ● | Competições desportivas | ● | Finais |

| Data                | Agosto | Agosto | Agosto | Agosto | Agosto | Agosto | Setembro | Setembro        | Setembro        | Setembro | Setembro | Setembro | Setembro        | Setembro        | Setembro | Setembro | Setembro |
| Data                | 26 Sáb | 27 Dom | 28 Seg | 29 Ter | 30 Qua | 31 Qui | 1 Sex    | 2 Sáb           | 3 Dom           | 4 Seg    | 5 Ter    | 6 Qua    | 7 Qui           | 8 Sex           | 9 Sáb    | 10 Dom   | 11 Seg   |
| ------------------- | ------ | ------ | ------ | ------ | ------ | ------ | -------- | --------------- | --------------- | -------- | -------- | -------- | --------------- | --------------- | -------- | -------- | -------- |
| Star (planejamento) |        |        |        | ●      | ●      | ●      | ●        | Dia de descanso | Dia de descanso | ●        | ●        | ●        | Dia de descanso | Dia de descanso |          |          |          |
| Star (real)         |        |        |        | ●      | ●      | ●      | ●        | Dia de descanso | Dia de descanso | ●        | ●        |          | Névoa           | ●               |          |          |          |

## Medalhistas
A dupla australiana David Forbes e John Anderson finalizou a competição em primeiro lugar, tendo vencido duas das sete regatas, e conquistou a medalha de ouro. A prata firmou-se com os suecos Pelle Petterson e Stellan Westerdahl. Por fim, a medalha de bronze ficou com Wilhelm Kuhweide e Karsten Meyer, da Alemanha Ocidental.
|  | AUS Austrália              |  | SWE Suécia                         |  | FRG Alemanha Ocidental         |
|  | David Forbes John Anderson |  | Pelle Petterson Stellan Westerdahl |  | Wilhelm Kuhweide Karsten Meyer |

## Resultados
Estes foram os resultados da competição:
| Pos.              | Nação                        | Timoneiro          | Tripulante         | Regata I | Regata I | Regata II | Regata II | Regata III | Regata III | Regata IV | Regata IV | Regata V | Regata V | Regata VI | Regata VI | Regata VII | Regata VII | Total | Total -1 |
| Pos.              | Nação                        | Timoneiro          | Tripulante         | Pts.     | Pos.     | Pts.      | Pos.      | Pts.       | Pos.       | Pts.      | Pos.      | Pts.     | Pos.     | Pts.      | Pos.      | Pts.       | Pos.       | Total | Total -1 |
| ----------------- | ---------------------------- | ------------------ | ------------------ | -------- | -------- | --------- | --------- | ---------- | ---------- | --------- | --------- | -------- | -------- | --------- | --------- | ---------- | ---------- | ----- | -------- |
| Medalha de ouro   | AUS Austrália                | David Forbes       | John Anderson      | 3        | 5,7      | 8         | 14,0      | 2          | 3,0        | 3         | 5,7       | 4        | 8,0      | 1         | 0,0       | 3          | 5,7        | 42,1  | 28,1     |
| Medalha de prata  | SWE Suécia                   | Pelle Petterson    | Stellan Westerdahl | 2        | 3,0      | 7         | 13,0      | 1          | 0,0        | 4         | 8,0       | 5        | 10,0     | 18        | 24        | 5          | 10,0       | 68,0  | 44,0     |
| Medalha de bronze | FRG Alemanha Ocidental       | Wilhelm Kuhweide   | Karsten Meyer      | 4        | 8,0      | 3         | 5,7       | 11         | 17,0       | 2         | 3,0       | 6        | 11,7     | 4         | 8,0       | 4          | 8,0        | 68,0  | 44,0     |
| 4                 | BRA Brasil                   | Jörg Bruder        | Jan Willem Aten    | 6        | 11,7     | 10        | 16,0      | 8          | 14,0       | 5         | 10,0      | 1        | 0,0      | 2         | 3,0       | 8          | 14,0       | 68,7  | 52,7     |
| 5                 | ITA Itália                   | Flavio Scala       | Mauro Testa        | 5        | 10,0     | 6         | 11,7      | 3          | 5,7        | 10        | 16,0      | 13       | 19,0     | 9         | 15,0      | 1          | 0,0        | 77,4  | 58,4     |
| 6                 | POR Portugal                 | António Correia    | Henrique Anjos     | 10       | 16,0     | 4         | 8,0       | 6          | 11,7       | 11        | 17,0      | 3        | 5,7      | 5         | 10,0      | 17         | 23,0       | 91,4  | 68,4     |
| 7                 | GBR Grã-Bretanha             | Stuart Jardine     | John Wastall       | 1        | 0,0      | 13        | 19,0      | 4          | 8,0        | 6         | 11,7      | 11       | 17,0     | 10        | 16,0      | 10         | 16,0       | 87,7  | 68,7     |
| 8                 | HUN Hungria                  | András Gosztonyi   | György Holovits    | 16       | 22,0     | 5         | 10,0      | 7          | 13,0       | 13        | 19,0      | 9        | 15,0     | 8         | 14,0      | 2          | 3,0        | 98,0  | 76,0     |
| 9                 | URS União Soviética          | Boris Budnikow     | Wladimir Wasiljew  | 7        | 13,0     | 1         | 0,0       | DSQ        | 26,0       | 14        | 20,0      | 8        | 16,0     | 14        | 20,0      | 9          | 15,0       | 102,0 | 76,0     |
| 10                | USA Estados Unidos           | Alan Holt          | Richard Gates      | 13       | 19,0     | DSQ       | 26,0      | 13         | 19,0       | 7         | 13,0      | 2        | 3,0      | 12        | 18,0      | 11         | 17,0       | 115,0 | 89,0     |
| 11                | AUT Áustria                  | Manfred Stelzl     | Peter Luschan      | 8        | 16,0     | 15        | 21,0      | 5          | 10,0       | 15        | 21,0      | 7        | 13,0     | 7         | 13,0      | 18         | 24,0       | 116,0 | 92,0     |
| 12                | CAN Canadá                   | Ian Bruce          | Peter Bjorn        | 9        | 15,0     | 12        | 18,0      | 16         | 22,0       | 1         | 0,0       | 15       | 21,0     | 15        | 21,0      | 13         | 19,0       | 116,0 | 94,0     |
| 13                | BAH Bahamas                  | Durward Knowles    | Montague Higgs     | 12       | 18,0     | 2         | 3,0       | 10         | 16,0       | 12        | 18,0      | DNF      | 24,0     | 16        | 22,0      | 14         | 20,0       | 121,0 | 97,0     |
| 14                | SUI Suíça                    | Edwin Bernet       | Rolf Amrein        | DSQ      | 26,0     | 16        | 22,0      | 9          | 15,0       | 14        | 20,0      | 10       | 16,0     | 3         | 5,7       | 15         | 21,0       | 125,7 | 99,7     |
| 15                | NOR Noruega                  | Bjørn Lofterød     | Odd Roar Lofterød  | 14       | 20,0     | 14        | 20,0      | 12         | 18,0       | 9         | 15,0      | 12       | 18,0     | 11        | 17,0      | 7          | 13,0       | 121,0 | 101,0    |
| 16                | ISV Ilhas Virgens Americanas | Kenneth Klein      | Peter Jackson      | 11       | 17,0     | 11        | 17,0      | 17         | 23,0       | 17        | 23,0      | 14       | 20,0     | 6         | 11,7      | 12         | 18,0       | 129,7 | 106,7    |
| 17                | GDR Alemanha Oriental        | Herbert Weichert   | Hans-Joachim Lange | 15       | 21,0     | 9         | 15,0      | 14         | 20,0       | DNF       | 24,0      | 16       | 22,0     | 13        | 19,0      | 6          | 11,7       | 132,7 | 108,7    |
| 18                | ARG Argentina                | Guillermo Calegari | Luis Schenone      | 17       | 23,0     | 17        | 23,0      | 15         | 21,0       | 16        | 22,0      | 17       | 23,0     | 17        | 23,0      | 16         | 22,0       | 167,0 | 134,0    |

### Classificação diária

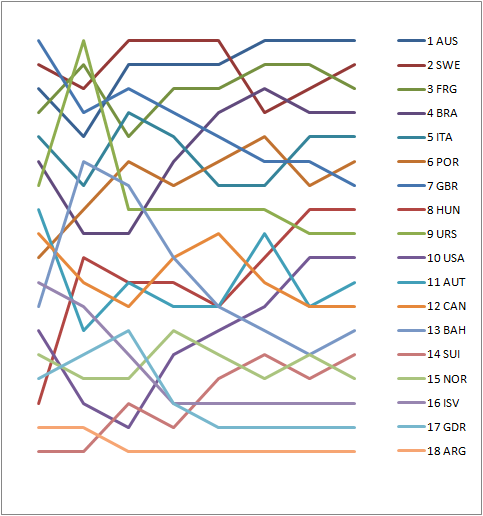
Gráfico mostrando a classificação diária na classe.